# Larijan-e Olya
Larijan-e Olya (en persan : لاریجان علیا, également romanisé en Lārījān-e ‘Olyā ; aussi appelé Lārījān-e Bālā) est un village de la province de l'Azerbaïdjan de l'Est, en Iran. Il est rattaché à la préfecture de Khoda Afarin.
Lors du recensement de 2006, le village compte 62 habitants, répartis en 16 familles.